# Morgan Nicholls
Pour les articles homonymes, voir Nicholls.
Morgan Daniel Nicholls est un musicien britannique. Il est surtout connu pour être un instrumentiste recruté lors des sessions live de plusieurs groupes, notamment du groupe Muse entre 2006 et 2022 avant d’être remplacé par Dan Lancaster. Initialement bassiste, il est néanmoins capable de jouer du clavier, de la guitare et des percussions.

## Biographie
Morgan Nicholls est né à l’hôpital St George en 1971, au centre de Londres et a grandi à East Twickenham, au sud-ouest de Londres. Adolescent, il commence la batterie et la guitare jusqu'à rejoindre le groupe The Senseless Things en tant que bassiste.
Il quitta ce groupe et 1995 et entame après-cela une carrière solo sous le nom de Morgan et il réalise son premier album intitulé Organised.
Dès lors Nicholls devient pour quelque temps bassiste du rappeur The Streets. En 2005, il rejoint Gorillaz pour l'album Demon Days où on le retrouve à la basse, contribuant ainsi à des lignes de basse populaires telles que DARE et Feel Good Inc. C'est d'ailleurs certainement de lui que le personnage virtuel de Murdoc Nicalls est inspiré. En 2005 et 2006, on le retrouve en live pour Gorillaz durant deux des cinq dates au Manchester Opera House de Manchester ainsi qu'à Apollo Theater de Harlem (New York).
Il a été le directeur de tournée et le bassiste de Lily Allen pour la première moitié de sa tournée mondiale de 2009.
En 2012, il accompagne le groupe The Who lors de la cérémonie d'ouverture de Jeux olympiques de Londres. Son père, Billy Nicholls, avait accompagné le groupe en tournée durant les années 1989, 1996 et 1997.
Le 18 août 2012 il met en ligne son premier EP disponible sur son site internet m-organ.com en écoute libre. Trois titres sont disponibles sur ce single : « Moonlight Rhino », « Balloon Busting » et « Sydney sunset ».
Morgan semble être sensible aux espèces en voies de disparition, notamment la protection des rhinocéros à laquelle il dédie le premier titre de son EP.
Il est également possible via le site m-organ.com de se procurer un T-shirt exclusif dessiné par l'artiste britannique Mike McInnerney à l'effigie du titre « Moonlight Rhino ». La totalité des fonds réunis par la vente des T-shirt seront reversés à la fondation « Save the Rhino » qui lutte pour la protection et la conservation des rhinocéros en Afrique et en Asie.
Un de ces T-shirt a été porté par le bassiste Christopher Wolstenholme lors de l’évènement « Wembley Zip Wire » le 16 août 2012

### Relation avecMuse

#### Première apparition
Morgan Nicholls apparaît pour la première fois sur scène avec le groupe Muse à l'été 2004, après que Chris Wolstenholme, le bassiste du groupe, s'est cassé le poignet durant un match de foot amical avec le groupe The Cooper Temple Clause. Muse ne voulant pas annuler tous les concerts qu'il fallait assurer, Nicholls remplace un temps Wolstenholme à la basse. N'étant pas à son aise sur les basses de Wolstenholme, il utilisa son instrument. L'ayant oublié après le concert de Leeds, il dut même emprunter la basse du groupe Amplifier lors du concert à Reeding. A cette période, le groupe Muse envisage alors de le conserver comme claviériste permanent.

#### Quatrième membre de Muse?
Morgan Nicholls n'est en aucun cas un membre du groupe qui reste officiellement composé de trois personnes. Cependant, il apparaît lors des performances live entre 2006, pour la tournée promotionnelle de l’album Black Holes and Revelations et 2022, bien qu'il ne figurait jamais aux côtés du groupe sur les photos promotionnelles ou lors des interviews du groupe. Certains spectacles filmés sont d'ailleurs montés afin qu'il n'apparaisse qu'au minimum. Il est cependant toujours crédité en tant que musicien additionnel.

#### Son rôle
Avec la sortie de l'album Black Holes and Revelations, les performances live de Muse se complexifient et le groupe souhaite limiter l'utilisation de pistes d'accompagnements jouées en même temps que leur prestation. Le groupe en avait déjà utilisé par le passé et en utilise toujours depuis, mais souhaite ne pas abuser de cette pratique. Déjà lors de l'Absolution Tour, Chris Wolstenholme se retrouvait parfois aux claviers, instrument avec lequel il était peu à l'aise, et non à la basse. C'est alors que Morgan Nicholls est devenu officiellement le musicien additionnel du groupe. Il est ainsi sollicité, aux claviers, à la réalisation de samples ou encore aux chœurs. Il laisse sa place à Dan Lancaster en 2022, après 16 années aux côtes du groupe.
Lors de ces seize années, Morgan a accompagné le groupe dans chacune de ces cinq tournées, à l'exception des concerts de la tournée nord-américaine de 2006 faute de visa de travail. Morgan s'est aussi absenté de la tournée de Muse quelques semaines à la naissance de sa fille afin de passer du temps avec sa famille. C'est Alessandro Cortini, connu pour avoir été un temps claviériste live du groupe de Nine Inch Nails, qui le remplacera durant ces périodes.
Depuis, on l'a notamment retrouvé sur les instruments suivants :
- Claviers et synthétiseurs : Instrument principal utilisé sur la majorité des morceaux où il intervient[pas clair]. Sur la tournée The Resistance, il est entre autres chargé de jouer l'introduction au piano de New Born, une des chansons phares du groupe.
- Basse : Hoodoo, pendant que Christopher Wolstenholme assure la seconde partition de guitare sur le morceau
- Cabasa : Supermassive Black Hole, Psycho
- Guitare : Dead Inside, Follow Me, Madness, Starlight, Sunburn, United States of Eurasia, Uprising
- Carillons : Soldier's Poem, Explorers
- Éléments de batterie : Psycho, Stockholm Syndrome, Survival, Time Is Running Out, Uprising
- Tambourin : Resistance, Time is Running Out, Unnatural Selection, Defector, The Handler
- Ukulele : Megalomania
- Shaker : Plug in Baby

## Discographie

### En solo

#### Albums
- 2000 : Organized

#### Singles
- 1999 : Miss Parker
- 1999 : Soul Searching
- 2000 : Flying High
- 2000 : Sitting in the Sun

#### EPs
- 2012 : Moonlight Rhino

### Avec Senseless Things
- 1989 : Postcard C.V.
- 1991 : The First of Too Many
- 1993 : Empire of the Senseless
- 1995 : Taking Care of Business

### Avec Vent 414
- 1996 : Vent 414

### Avec Gorillaz
- 2005 : Demon Days
- 2006 : Demon Days: Live at the Manchester Opera House

### Avec Muse
- 2008 : HAARP
- 2013 : Live at Rome Olympic Stadium